# Bernardo Gentile Cusa
Il baron Bernardo Gentile-Cusa (o Gentile Cusà) (Siracusa, 1851 – Catania, 1908) è stato un architetto e ingegnere italiano.

## Biografia
Diplomato in scienze matematiche all'Università di Catania nel 1873 e laureatosi alla Regia Scuola di Applicazione per Ingegneri di Torino nel 1875, rientrò nella sua Sicilia e su incarico del principe di Manganelli si occupò di collegare l'acqua di una sorgiva di Valcorrente, frazione di Belpasso, all'opificio di Santa Lucia a Catania. Nel 1879 ebbe dal Ministero l'incarico di un progetto di bonifica del Biviere di Lentini; nello stesso anno presentò un proprio piano che mostrava il taglio del tessuto urbano della città di Catania con un boulevard pieno di alberi per collegare via Messina a piazza Guglielmo Marconi. Nel frattempo vince il concorso di ingegnere indetto dal Comune, dove viene assunto come urbanista: i progetti in cui è impegnato in questo periodo, primi anni ottanta dell'Ottocento, confluirono in quello suo più famoso, il Piano Regolatore pel risanamento e per l’ampliamento della città di Catania del 1887 che coinvolgeva l'espansione ad est della città ma che non venne mai realizzato, anche se risulta di particolare interesse per la precisa storia anche architettonica della città a partire dai Romani fino alla metà del XIX secolo. Dal 1888 svolse la professione di architetto, per il quale lavorò progettando degli asili nido comunali. Suo il progetto della villa per Giuseppe Schininà di Sant'Elia, oggi non più esistente.

## Opere
- Piano regolatore pel risanamento e per l'ampliamento della città di Catania, Catania, Tipografia C. Galàtola, 1888, SBN PAL0010492. URL consultato il 2 ottobre 2019.
- Sulla eruzione dell'Etna di Maggio-Giugno 1886, 2ª ed., Catania, Tipografia di Francesco Martinez, 1886. URL consultato il 2 ottobre 2019.
- La Villa Schininà di S. Elia a Catania, in L'Edilizia moderna, XVI, Milano, Arturo Demarchi, gennaio 1907,  pp. 43-44. URL consultato il 24 maggio 2021.